# Oksana Rachmatulina
Oksana Jevgenjevna Rachmatulina (ryska: Оксана Евгеньевна Рахматулина), född den 7 december 1976 i Alma-Ata i Kazakiska SSR i Sovjetunionen (nu Almaty i republiken Kazakstan), är en rysk basketspelare som var med och tog OS-brons 2004 i Aten. Hon var även med fyra år senare och tog OS-brons 2008 i Peking. 2004 var första gången Ryssland tog en medalj i damklassen vid de olympiska baskettävlingarna sedan Sovjettiden.